# Tenuipalpus rangiorae
Tenuipalpus rangiorae är en spindeldjursart som beskrevs av Elsie Collyer 1964. Tenuipalpus rangiorae ingår i släktet Tenuipalpus och familjen Tenuipalpidae. Inga underarter finns listade i Catalogue of Life.